# Villereversure
Villereversure település Franciaországban, Ain megyében. Lakosainak száma 1391 fő (2022. január 1.). Villereversure Drom, Grand-Corent, Hautecourt-Romanèche, Bohas-Meyriat-Rignat, Ramasse és Simandre-sur-Suran községekkel határos.

## Népesség
A település népessége az elmúlt években az alábbi módon változott:
| Lakosok száma | 949  | 1002 | 1003 | 1184 | 1214 | 1262 | 1291 | 1342 | 1345 | 1391 |
|               | 1968 | 1982 | 1990 | 2006 | 2013 | 2015 | 2017 | 2019 | 2020 | 2022 |